# Gabriel Zakuani
Gabriel Abdala Zakuani (ur. 31 maja 1986 w Kinszasie) – piłkarz kongijski grający na pozycji obrońcy. Od 2009 roku jest zawodnikiem klubu Peterborough United.

## Kariera klubowa
Swoją karierę piłkarską Zakuani rozpoczął w londyńskim klubie Leyton Orient. W 2003 roku awansował do kadry pierwszego zespołu, a 18 marca 2003 zadebiutował w nim w przegranym 1:3 wyjazdowym meczu z Bournemouth. Od sezonu 2004/2005 był podstawowym zawodnikiem Leyton Orient.
W 2006 roku Zakuani przeszedł do Fulham. Nie zadebiutował w nim jednak w Premier League. W 2007 roku został wypożyczony do Stoke City, w którym swój debiut zanotował 21 lutego 2007 w zwycięskim 2:0 wyjazdowym meczu z Derby County. W sezonie 2007/2008 ponownie został wypożyczony do Stoke City.
Latem 2007 Zakuaniego wypożyczono do Peterborough United. Zadebiutował w nim 13 września 2008 w wyjazdowym meczu z Northampton Town (1:1). W sezonie 2008/2009 awansował z Peterborough z Football League One do Football League Championship. Latem 2009 podpisał kontrakt z Peterborough. W sezonie 2009/2010 spadł do League One, a w sezonie 2010/2011 wywalczył ponowny awans.

## Kariera reprezentacyjna
W reprezentacji Demokratycznej Republiki Konga Zakuani zadebiutował w 2009 roku. W 2013 roku został powołany do kadry na Puchar Narodów Afryki 2013.